# Zygogramma
Genre
Zygogramma est un genre de coléoptères de la famille des Chrysomelidae. Il regroupe une centaine d'espèces.

## Écologie
Les adultes tout comme les larves sont herbivores et ont diverses plantes hôtes. Zygogramma exclamationis est une espèce nuisible des cultures d'hélianthes en Amérique du Nord. Deux espèces ont fait l'objet d'études pour une forme de lutte biologique contre les ravageurs : Zygogramma bicolorata fut introduit en Inde comme agent de lutte biologique contre la mauvaise herbe Parthenium hysterophorus et Zygogramma suturalis fut introduit en Russie pour lutter contre Ambrosia artemisiifolia.

## Liste d'espèces
- Zygogramma arizonica (en) Schaeffer, 1906
- Zygogramma bicolorata (en) Pallister, 1953
- Zygogramma conjuncta (Rogers, 1856)
- Zygogramma continua (en) (J. L. LeConte, 1868)
- Zygogramma disrupta (Rogers, 1856)
- Zygogramma estriata Schaeffer, 1919
- Zygogramma exclamationis (Fabricius, 1798)
- Zygogramma heterothecae (en) Linell, 1896
- Zygogramma malvae (en) (Stål, 1859)
- Zygogramma opifera (en) (Stål, 1860)
- Zygogramma piceicollis (en) (Stål, 1859)
- Zygogramma signatipennis (en) (Stål, 1859)
- Zygogramma suturalis (en) (Fabricius, 1775)
- Zygogramma tortuosa (en) (Rogers, 1856)